# Las Choapas
Las Choapas är en kommunhuvudort i Mexiko.   Den ligger i kommunen Las Choapas och delstaten Veracruz, i den sydöstra delen av landet, 600 km öster om huvudstaden Mexico City. Las Choapas ligger 20 meter över havet och antalet invånare är 40 304.
Terrängen runt Las Choapas är platt, och sluttar österut. Runt Las Choapas är det ganska glesbefolkat, med 38 invånare per kvadratkilometer. Las Choapas är det största samhället i trakten. Omgivningarna runt Las Choapas är en mosaik av jordbruksmark och naturlig växtlighet.